# Cerisières
Cerisières település Franciaországban, Haute-Marne megyében. Lakosainak száma 85 fő (2022. január 1.). Cerisières Froncles, Gudmont-Villiers, Leschères-sur-le-Blaiseron, Mirbel, Rouécourt, Vignory és Ambonville községekkel határos.

## Népesség
A település népességének változása:
| Lakosok száma | 113  | 107  | 106  | 98   | 88   | 81   | 83   | 85   | 85   | 85   |
|               | 1968 | 1982 | 1990 | 2006 | 2013 | 2015 | 2017 | 2019 | 2020 | 2022 |